# 1960年ローマオリンピックのイギリス選手団
1960年ローマオリンピックのイギリス選手団（1960ねんローマオリンピックのイギリスせんしゅだん）は、1960年8月25日から9月11日にかけてイタリアの首都ローマで開催された1960年ローマオリンピックのイギリス選手団、およびその競技結果。

## 概要
今大会は金メダル2個、銀メダル6個、銅メダル12個の合計20個のメダルを獲得した。

## メダル
| メダル | 選手名                                                                                | 競技 | 種目             |
| ------ | ------------------------------------------------------------------------------------- | ---- | ---------------- |
| 金     | ドン・トンプソン                                                                      | 陸上 | 男子50km競歩     |
| 金     | アニータ・ロンズボロー                                                                | 競泳 | 女子200m平泳ぎ   |
| 銀     | ドロシー・ハイマン                                                                    | 陸上 | 女子100m         |
| 銀     | キャロル・キントン                                                                    | 陸上 | 女子80mハードル  |
| 銀     | ドロシー・シャーリー                                                                  | 陸上 | 女子走高跳       |
| 銀     | ナタリー・スチュワード                                                                | 競泳 | 女子100m背泳ぎ   |
| 銅     | ピーター・ラドフォード                                                                | 陸上 | 男子100m         |
| 銅     | ピーター・ラドフォード デビッド・ジョーンズ デビッド・セーガル ネビル・ホワイトヘッド | 陸上 | 男子4×100mリレー |
| 銅     | スタンリー・ビッカーズ                                                                | 陸上 | 男子20km競歩     |
| 銅     | ドロシー・ハイマン                                                                    | 陸上 | 女子200m         |
| 銅     | ナタリー・スチュワード                                                                | 競泳 | 女子100m自由形   |